# Ti-Grace Atkinson
Pour les articles homonymes, voir Atkinson.
Ti-Grace Atkinson, née Grace Atkinson le 9 novembre 1938 à Bâton-Rouge en Louisiane, est une essayiste et théoricienne féministe américaine. Elle est l'une des figures du féminisme radical et du militantisme lesbien.

## Biographie
Ti-Grace Atkinson naît Grace Atkinson le 9 novembre 1938 à Bâton-Rouge en Louisiane. Diplômée de l'université de Pennsylvanie en 1964, elle rejoint la National Organization for Women (NOW), qu'elle quitte en 1968 apparemment à la suite du rejet de sa proposition de remplacer la structure pyramidale de cette organisation par une démocratie participative - une autre analyse penche pour une exclusion après le soutien qu'elle affiche à Valerie Solanas après sa tentative d'assassinat sur Andy Warhol, la qualifiant de « championne la plus remarquable des droits des femmes ». Elle décide alors de rompre avec le féminisme libéral pour créer The Feminists, un groupe, actif jusqu'en 1973 se revendiquant féministe radical.
Ti-Grace Atkinson est connue pour son livre Amazon Odyssey publié en 1974. L'ouvrage est traduit, l'année suivante, par Martha Carlisky et Michèle Causse sous le titre Odyssée d’une amazone aux éditions des femmes, 1975. Ce recueil d'articles raconte entre autres comment elle démissionne de la National Organization for Women en 1968, et reprend une intervention qu'elle fait à l'Université catholique de Washington en 1971, où une femme la frappe. Elle cite de nombreuses affaires mettant en évidence l'oppression des femmes à l'époque.
Elle y théorise surtout le féminisme radical, dénonçant l'oppression des femmes à travers la sexualité « hétéropatriarcale » et les rôles sexuels. Elle est connue pour avoir écrit la phrase : « le féminisme est la théorie, le lesbianisme est la pratique ».
Ti-Grace Atkinson est aussi membre des Daughters of Bilitis, la première organisation lesbienne des États-Unis.
D'après Breanne Fahs, l'importance de Ti-Grace Atkinson dans le mouvement du féminisme radical n'est pas reconnue à sa juste valeur.

## Publications
- « The Institution of Sexual Intercourse » (brochure, novembre 1968, publié par The New York Free Press, réimprimé dans Notes from the Second Year, 1970, traduit sous le titre « L'Institution des rapports sexuels », dans Odyssée d'une amazone)
- « Vaginal orgasm as a mass hysterical survival response » (brochure, 5 avril 1968, Conférence nationale du comité médical des droits de l'homme à Philadelphie, traduit sous le titre « L'Orgasme vaginal : réponse hystérique massive de survie », dans Odyssée d'une amazone)
- « Radical Feminism and Love » (brochure, 12 avril 1969, journal du Barnard College, traduit sous le titre « Le Féminisme radical et l'amour », dans Odyssée d'une amazone)
- (en) Ti-Grace Atkinson, Amazon Odyssey, New York, Links Books, 1974 (lire en ligne)